# Robel Kiros Habte
Robel Kiros Habte, född 13 april 1992, är en etiopisk simmare.
Habte tävlade för Etiopien vid olympiska sommarspelen 2016 i Rio de Janeiro, där han blev utslagen i försöksheatet på 100 meter frisim.